# El Porvenir, Palizada
El Porvenir är en ort i Mexiko.   Den ligger i kommunen Palizada och delstaten Campeche, i den sydöstra delen av landet, 800 km öster om huvudstaden Mexico City. El Porvenir ligger 3 meter över havet och antalet invånare är 103.
Terrängen runt El Porvenir är mycket platt. Runt El Porvenir är det mycket glesbefolkat, med 7 invånare per kvadratkilometer. Närmaste större samhälle är Lagón Dulce, 8,0 km sydväst om El Porvenir. Trakten runt El Porvenir består huvudsakligen av våtmarker.